# Penisola di Kinburn
La penisola di Kinburn (in ucraino Кінбурнський півострів?, Kinburns'kyj pivostriv) separa l'estuario del Dnepr dal mar Nero, nell'Ucraina meridionale. Dal punto di vista amministrativo, appartiene all'oblast' di Mykolaïv e all'oblast' di Cherson.

## Etimologia del nome
L'etimologia è dal turco Kilburun, letteralmente "naso (striscia di terra) [sottile come un] capello".

## Storia
Tra il XVIII e il XIX secolo vi sorgeva un'imponente fortezza costruita per proteggere l'estuario del Dnepr.
Nel 1855, durante la guerra di Crimea, vi si combatté la battaglia di Kinburn tra le forze russe e la flotta anglo-francese.
Nel maggio 2022, durante l'Invasione russa dell'Ucraina, la penisola è stata occupata dall'esercito russo.